# Новая лейпцигская школа
Новая лейпцигская школа (нем. Neue Leipziger Schule), или «Молодые немецкие художники» («YGAs», «Young German Artists») — обобщающий термин, обозначающий творчество разнородной группы немецких художников, большая часть которых проживает и работает в Лейпциге и теснейшим образом связана с расположенной в городе Высшей школой графики и книжного искусства.
Для её стиля характерен новый реализм, вышедший из недр старой лейпцигской школы искусства времён ГДР, однако, в отличие от последней, не всегда носит идеологический характер. К особенностям живописи этого стиля причисляют нарративность, фигуративность и приглушённые тона. На вопрос о том, что представляет собой феномен «новой лейпцигской школы», Георг Базелиц ответил: «Просто ребята не знали, что живопись умерла. Им забыли сказать». Одним из самых известных представителей Новой лейпцигской школы является Нео Раух.

## История
Название «Старая лейпцигская школа» было предложено журналистами и искусствоведами для обозначения творческого коллектива Вернера Тюбке, Вольфганга Маттойера и Бернхарда Хайзига, который был создан не позднее 1977 года. Все трое вместе выступили на выставке documenta 6. Учеников этих художников ― Зигхарда Гилле и Арно Ринка — принято характеризовать как второе поколение лейпцигской школы.
Новая лейпцигская школа представляет собой уже её третье поколение. Она зародилась уже в современной воссоединённой Германии после воссоединения и тесно связана с Высшей школой графики и книжного искусства. Обычно к представителям Новой лейпцигской школы относят учеников Гилле и Ринка, но иногда также причисляют и студентов Рольфа Кюрта или даже Хайзига или Тюбке. Работы представителей течения, как правило, характеризуются сочетанием фигуративных и абстрактных элементов. Чётких посланий публике, которые были характерны для «первого» лейпцигского поколения художников, в «новой» школе больше нет.
Список художников, которые причисляются к этой школе, довольно неопределённый, но обычно в него включают таких художников, как Нео Раух, Кристоф Ракхеберле и Матиаса Вайшера. Иногда с данным течением ассоциируют творчество Тима Эйтеля, Тило Баумгартела, Кристиана Брандля, Дэвида Шнелла, Мартина Кобе, Михаэля Тригеля, Ульфа Пудера, Розу Лой и Акселя Краузе.
Значительную роль в успехе «Новой лейпцигской школы» сыграл Герд Гарри Либке, владелец галереи, который представил работы Рауха, в частности, на американском рынке искусства. После этого и другие лейпцигские художники смогли добиться международного признания ― например, греко-немецкий художник Арис Калаизис. В этом смысле здесь можно усмотреть параллели между этими успехами и достижениям молодых британских художников. Также большой вклад в успех лейпцигских художников внёс Матиас Кляйндиенст, владелец галереи и руководитель мастерской по резке дерева в Высшей школой графики и книжного искусства, который проложил дорогу для многих молодых лейпцигских художников, включая Вайшера. Другим важным фактором их успеха на рынке стал арт-проект «LIGA», созданный в Берлине в 2002 году под руководством Кристиана Эрентро, бывшего сотрудника галереи Либке.
Большинство художников, характеризуемых как члены «лейпцигской школы», однако, отвергают этот ярлык. Художественно-историческое сообщество также последовательно избегало этого термина из-за его неопределённости и неточности. Тем не менее он широко используется в качестве инструмента маркетинга в среде арт-дилеров.
Многие художники и галереи, связанные со школой, работают в «Квартале музыки» (Musikviertel) в юго-западной части внутреннего города, а в последнее время ― в здании бывшей Лейпцигской хлопковой фабрики в Плагвице.

## Художники
- Нео Раух
- Маттиас Вайшер